# Mistrovství světa v alpském lyžování 2023 – slalom žen
Slalom žen na Mistrovství světa v alpském lyžování 2023 se konal v sobotu 18. února 2023 jako šestý a poslední ženský závod světového šampionátu v Courchevelu a Méribelu. Úvodní kolo odstartovalo v 10 hodin a druhá část na něj navázala od 13.30 hodin. Do závodu na méribelské sjezdovce Roc de Fer nastoupilo 120 slalomářek ze 51 států. Dvě lyžařky nenastoupily na start.
Úřadující olympijská vítězka, Slovenka Petra Vlhová, dojela pátá. Rakouská obhájkyně zlata Katharina Liensbergerová obsadila dvacáté místo. V probíhající sezóně pokračovala v nevýrazných výkonech. Z devíti již odjetých slalomů Světového poháru pronikla pouze dvakrát do první desítky, když během závěru ledna 2023 obsadila deváté a páté místo ve Špindlerově Mlýně. Druhá po prvním kole, Švýcarka Wendy Holdenerová, jela rychle i ve druhém kole. Špicar v dolní techničtější části ji však vyřadil ze soutěže.

## Medailistky
Mistryní světa se překvapivě stala 28letá Kanaďanka Laurence St. Germainová, která na světových šampionátech odjela teprve třetí závod, vždy slalomový. Vybojovala tak první medaili i pódiové umístění na vrcholné světové akci. V rámci kanadských slalomářů navázala na titul Anne Heggtveitové ze zimní olympiády 1960 ve Squaw Valley, kdy se olympijské hry započítávaly mezi ročníky mistrovství světa. Rovněž se stala první kanadskou ženou od Melanie Turgeonové z MS 2003, která vyhrála zlato na světovém šampionátu.  V předchozí kariéře bylo jejím maximem páté místo v paralelním slalomu Světového poháru 2019/2020 ve Svatém Mořici, respektive šestá příčka z klasického slalomu v Levi konaného v listopadu 2020.
Se ztrátou padesáti sedmi setin sekundy získala stříbro průběžná lídryně Světového poháru, 27letá Američanka Mikaela Shiffrinová, znamenající šestou medaili v řadě z jedné disciplíny. Hlavní kanidátka na vítězství po prvním kole vedla a na St. Germainovou najela šedesát jedna setin sekundy. Ve druhé části závodu však zajela až dvacátý devátý nejrychlejší čas. Na témže šampionátu v Méribelu již zkompletovala medailovou sadu v Super-G, což se jí druhým místem povedlo také ve slalomu, když v této disciplíně navázala na čtyři zlaté medaile a jeden bronz z předchozích ročníků. Celkově čtrnáctou medailí z mistrovstvích světa navýšila vlastní rekord v éře po druhé světové válce, kdy se začaly šampionáty konat s dvouletou periodicitou namísto jednoleté. Pouze Christl Cranzová získala ve 30. letech 20. století patnáct cenných kovů, kdy se na každoročních mistrovství jely tři závody s malou konkurencí lyžařek.
Bronz si odvezla 31letá Němka Lena Dürrová, jež za šampionkou zaostala o šedesát devět setin sekundy. Vítězka závěrečné slalomové generálky před šampionátem ve Špindlerově Mlýně tak na vrcholné světové události získala první medaili v indiviuálním závodu. V předchozí kariéře již byla členkou německého družstva, které skončilo na stupnich vítězů v týmových soutěžích mistrovství světa a olympijských her.

## Výsledky
| P                                                                                   | SČ  | lyžařka                         | stát                | 1. kolo                       | pořadí                        | 2. kolo                       | pořadí                        | celkově                       | ztráta                        |
| ----------------------------------------------------------------------------------- | --- | ------------------------------- | ------------------- | ----------------------------- | ----------------------------- | ----------------------------- | ----------------------------- | ----------------------------- | ----------------------------- |
| Zlatá medaile                                                                       | 18  | Laurence St. Germainová         | Kanada              | 53,15                         | 3.                            | 50,00                         | 6.                            | 1:43,15                       |                               |
| Stříbrná medaile                                                                    | 1   | Mikaela Shiffrinová             | USA                 | 52,54                         | 1.                            | 51,18                         | 29.                           | 1:43,72                       | +0,57                         |
| Bronzová medaile                                                                    | 6   | Lena Dürrová                    | Německo             | 53,46                         | 4.                            | 50,38                         | 16.                           | 1:43,84                       | +0,69                         |
| 4.                                                                                  | 19  | Mina Fürst Holtmannová          | Norsko              | 54,03                         | 10.                           | 49,83                         | 4.                            | 1:43,86                       | +0,71                         |
| 5.                                                                                  | 5   | Petra Vlhová                    | Slovensko           | 53,53                         | 5.                            | 50,47                         | 18.                           | 1:44,00                       | +0,85                         |
| 6.                                                                                  | 27  | Aline Daniothová                | Švýcarsko           | 53,99                         | 9.                            | 50,13                         | 9.                            | 1:44,12                       | +0,97                         |
| 7.                                                                                  | 14  | Sara Hectorová                  | Švédsko             | 54,12                         | 11.                           | 50,15                         | 11.                           | 1:44,27                       | +1,12                         |
| 8.                                                                                  | 35  | Lara Della Meaová               | Itálie              | 54,86                         | 26.                           | 49,48                         | 1.                            | 1:44,34                       | +1,19                         |
| 9.                                                                                  | 2   | Ana Buciková                    | Slovinsko           | 53,77                         | 6.                            | 50,60                         | 20.                           | 1:44,37                       | +1,22                         |
| 10.                                                                                 | 12  | Hanna Aronsson Elfmanová        | Švédsko             | 53,95                         | 8.                            | 50,51                         | 19.                           | 1:44,46                       | +1,31                         |
| 11.                                                                                 | 23  | Katharina Huberová              | Rakousko            | 54,41                         | 15.                           | 50,06                         | 8.                            | 1:44,47                       | +1,32                         |
| 12.                                                                                 | 9   | Ali Nullmeyerová                | Kanada              | 54,47                         | 18.                           | 50,01                         | 7.                            | 1:44,48                       | +1,33                         |
| 13.                                                                                 | 16  | Thea Louise Stjernesundová      | Norsko              | 54,51                         | 20.                           | 49,98                         | 5                             | 1:44,49                       | +1,34                         |
| 13.                                                                                 | 11  | Franziska Gritschová            | Rakousko            | 54,99                         | 30.                           | 49,50                         | 2.                            | 1:44,49                       | +1,34                         |
| 15.                                                                                 | 24  | Nastasia Noensová               | Francie             | 54,84                         | 25.                           | 49,79                         | 3.                            | 1:44,63                       | +1,48                         |
| 16.                                                                                 | 42  | Marie Lamureová                 | Francie             | 54,50                         | 19.                           | 50,29                         | 14.                           | 1:44,79                       | +1,64                         |
| 17.                                                                                 | 3   | Leona Popovićová                | Chorvatsko          | 54,16                         | 12.                           | 50,65                         | 21.                           | 1:44,81                       | +1,66                         |
| 18.                                                                                 | 15  | Katharina Truppeová             | Rakousko            | 54,66                         | 22.                           | 50,26                         | 13.                           | 1:44,92                       | +1,77                         |
| 19.                                                                                 | 30  | Kristin Lysdahlová              | Norsko              | 54,88                         | 27.                           | 50,14                         | 10.                           | 1:45,02                       | +1,87                         |
| 20.                                                                                 | 13  | Katharina Liensbergerová        | Rakousko            | 54,24                         | 14.                           | 50,81                         | 26.                           | 1:45,05                       | +1,90                         |
| 21.                                                                                 | 28  | Neja Dvorniková                 | Slovinsko           | 54,43                         | 16.                           | 50,68                         | 24.                           | 1:45,11                       | +1,96                         |
| 21.                                                                                 | 25  | Emma Aicherová                  | Německo             | 54,22                         | 13.                           | 50,89                         | 27.                           | 1:45,11                       | +1,96                         |
| 23.                                                                                 | 32  | Marta Rossettiová               | Itálie              | 54,97                         | 29.                           | 50,19                         | 12.                           | 1:45,16                       | +2,01                         |
| 24.                                                                                 | 22  | Amelia Smartová                 | Kanada              | 54,44                         | 17.                           | 50,75                         | 25.                           | 1:45,19                       | +2,04                         |
| 25.                                                                                 | 34  | Chiara Pogneauxová              | Francie             | 54,93                         | 28.                           | 50,32                         | 15.                           | 1:45,25                       | +2,10                         |
| 26.                                                                                 | 37  | Katie Hensienová                | USA                 | 54,83                         | 24.                           | 50,43                         | 17.                           | 1:45,26                       | +2,11                         |
| 27.                                                                                 | 21  | Camille Rastová                 | Švýcarsko           | 54,62                         | 21.                           | 50,66                         | 23.                           | 1:45,28                       | +2,13                         |
| 28.                                                                                 | 43  | Asa Andoová                     | Japonsko            | 55,04                         | 31.                           | 50,65                         | 21.                           | 1:45,69                       | +2,54                         |
| 29.                                                                                 | 38  | Dženifera Ģērmaneová            | Lotyšsko            | 54,82                         | 23.                           | 51,19                         | 23                            | 1:46,01                       | +2,86                         |
| 30.                                                                                 | 36  | Beatrice Solaová                | Itálie              | 55,08                         | 32.                           | 51,02                         | 28.                           | 1:46,10                       | +2,95                         |
| 31.                                                                                 | 31  | Charlie Guestová                | Spojené království  | 55,53                         | 38.                           | 51,18                         | 29.                           | 1:46,71                       | +3,56                         |
| 32.                                                                                 | 29  | Andrea Filserová                | Německo             | 55,45                         | 37.                           | 51,62                         | 32.                           | 1:47,07                       | +3,92                         |
| 33.                                                                                 | 49  | Kiara Derksová                  | Nizozemsko          | 56,02                         | 42.                           | 52,63                         | 34.                           | 1:48,65                       | +5,50                         |
| 34.                                                                                 | 52  | Anja Oplotniková                | Slovinsko           | 56,50                         | 45.                           | 52,99                         | 35.                           | 1:49,49                       | +6,34                         |
| 35.                                                                                 | 40  | Anita Gulliová                  | Itálie              | 58,00                         | 50.                           | 51,81                         | 33.                           | 1:49,81                       | +6,66                         |
| 36.                                                                                 | 53  | Victoria Pallová                | Spojené království  | 57,00                         | 48.                           | 53,42                         | 36.                           | 1:50,42                       | +7,27                         |
| 37.                                                                                 | 55  | Noa Szőllősová                  | Izrael              | 58,40                         | 51.                           | 53,66                         | 37.                           | 1:52,06                       | +8,91                         |
| 38.                                                                                 | 61  | Liene Bondareová                | Lotyšsko            | 57,83                         | 49.                           | 54,82                         | 38.                           | 1:52,65                       | +9,50                         |
| 39.                                                                                 | 58  | Gwyneth ten Raová               | Lucembursko         | 58,49                         | 52.                           | 55,10                         | 39.                           | 1:53,59                       | +10,44                        |
| 40.                                                                                 | 73  | Mida Fah Jaimanová              | Thajsko             | 59,24                         | 57.                           | 55,16                         | 40.                           | 1:54,40                       | +11,25                        |
| 41.                                                                                 | 72  | Mialitiana Clercová             | Madagaskar          | 59,25                         | 58.                           | 55,54                         | 41.                           | 1:54,79                       | +11,64                        |
| 42.                                                                                 | 64  | Szonja Hozmannová               | Maďarsko            | 59,23                         | 56.                           | 55,70                         | 42.                           | 1:54,93                       | +11,78                        |
| 43.                                                                                 | 74  | Maria Constantinová             | Rumunsko            | 58,88                         | 54.                           | 56,90                         | 43.                           | 1:55,78                       | +12,63                        |
| —                                                                                   | 4   | Wendy Holdenerová               | Švýcarsko           | 52,73                         | 2.                            | nedojela do cíle 2. kola      | nedojela do cíle 2. kola      | nedojela do cíle 2. kola      | nedojela do cíle 2. kola      |
| —                                                                                   | 8   | Zrinka Ljutićová                | Chorvatsko          | 53,83                         | 7.                            | nedojela do cíle 2. kola      | nedojela do cíle 2. kola      | nedojela do cíle 2. kola      | nedojela do cíle 2. kola      |
| —                                                                                   | 33  | Doriane Escanéová               | Francie             | 55,09                         | 33.                           | nedojela do cíle 2. kola      | nedojela do cíle 2. kola      | nedojela do cíle 2. kola      | nedojela do cíle 2. kola      |
| —                                                                                   | 26  | Jessica Hilzingerová            | Německo             | 55,23                         | 36.                           | nedojela do cíle 2. kola      | nedojela do cíle 2. kola      | nedojela do cíle 2. kola      | nedojela do cíle 2. kola      |
| —                                                                                   | 54  | Adriana Jelínková               | Česko               | 55,95                         | 40.                           | nedojela do cíle 2. kola      | nedojela do cíle 2. kola      | nedojela do cíle 2. kola      | nedojela do cíle 2. kola      |
| —                                                                                   | 50  | Kim Vanreuselová                | Belgie              | 55,97                         | 41.                           | nedojela do cíle 2. kola      | nedojela do cíle 2. kola      | nedojela do cíle 2. kola      | nedojela do cíle 2. kola      |
| —                                                                                   | 44  | Ava Sunshineová                 | USA                 | 56,04                         | 43.                           | nedojela do cíle 2. kola      | nedojela do cíle 2. kola      | nedojela do cíle 2. kola      | nedojela do cíle 2. kola      |
| —                                                                                   | 48  | Elese Sommerová                 | Česko               | 56,49                         | 44.                           | nedojela do cíle 2. kola      | nedojela do cíle 2. kola      | nedojela do cíle 2. kola      | nedojela do cíle 2. kola      |
| —                                                                                   | 47  | Reece Bellová                   | Spojené království  | 56,76                         | 46.                           | nedojela do cíle 2. kola      | nedojela do cíle 2. kola      | nedojela do cíle 2. kola      | nedojela do cíle 2. kola      |
| —                                                                                   | 63  | Kristiane Rør Madsenová         | Dánsko              | 58,63                         | 53.                           | nedojela do cíle 2. kola      | nedojela do cíle 2. kola      | nedojela do cíle 2. kola      | nedojela do cíle 2. kola      |
| —                                                                                   | 7   | Anna Swenn-Larssonová           | Švédsko             | 59,14                         | 55.                           | nedojela do cíle 2. kola      | nedojela do cíle 2. kola      | nedojela do cíle 2. kola      | nedojela do cíle 2. kola      |
| —                                                                                   | 60  | Mikayla Smythová                | Nový Zéland         | 59,56                         | 59.                           | nedojela do cíle 2. kola      | nedojela do cíle 2. kola      | nedojela do cíle 2. kola      | nedojela do cíle 2. kola      |
| —                                                                                   | 20  | Maria Therese Tvibergová        | Norsko              | 55,18                         | 34.                           | nenastoupila na start 2. kola | nenastoupila na start 2. kola | nenastoupila na start 2. kola | nenastoupila na start 2. kola |
| —                                                                                   | 10  | Michelle Gisinová               | Švýcarsko           | 55,23                         | 35.                           | nenastoupila na start 2. kola | nenastoupila na start 2. kola | nenastoupila na start 2. kola | nenastoupila na start 2. kola |
| —                                                                                   | 17  | Martina Dubovská                | Česko               | 55,65                         | 39.                           | nenastoupila na start 2. kola | nenastoupila na start 2. kola | nenastoupila na start 2. kola | nenastoupila na start 2. kola |
| —                                                                                   | 46  | Nika Tomšičová                  | Slovinsko           | 56,89                         | 47.                           | nenastoupila na start 2. kola | nenastoupila na start 2. kola | nenastoupila na start 2. kola | nenastoupila na start 2. kola |
| —                                                                                   | 56  | Petra Hromcová                  | Slovensko           | 59,75                         | 60.                           | nenastoupila na start 2. kola | nenastoupila na start 2. kola | nenastoupila na start 2. kola | nenastoupila na start 2. kola |
| —                                                                                   | 69  | Luisa Bertaniová                | Bulharsko           | 1:00,14                       | 61.                           | nepostoupila do 2. kola       | nepostoupila do 2. kola       | nepostoupila do 2. kola       | nepostoupila do 2. kola       |
| —                                                                                   | 67  | Julia Zlatkovová                | Bulharsko           | 1:00,20                       | 62.                           | nepostoupila do 2. kola       | nepostoupila do 2. kola       | nepostoupila do 2. kola       | nepostoupila do 2. kola       |
| —                                                                                   | 62  | Naya Van Puyveldeová            | Belgie              | 1:00,21                       | 63.                           | nepostoupila do 2. kola       | nepostoupila do 2. kola       | nepostoupila do 2. kola       | nepostoupila do 2. kola       |
| —                                                                                   | 68  | Anastasija Šepilenková          | Ukrajina            | 1:00,39                       | 64.                           | nepostoupila do 2. kola       | nepostoupila do 2. kola       | nepostoupila do 2. kola       | nepostoupila do 2. kola       |
| —                                                                                   | 59  | Katla Björg Dagbjartsdóttir     | Island              | 1:00,96                       | 65.                           | nepostoupila do 2. kola       | nepostoupila do 2. kola       | nepostoupila do 2. kola       | nepostoupila do 2. kola       |
| —                                                                                   | 79  | Brigitta Juniová                | Maďarsko            | 1:01,92                       | 66.                           | nepostoupila do 2. kola       | nepostoupila do 2. kola       | nepostoupila do 2. kola       | nepostoupila do 2. kola       |
| —                                                                                   | 85  | Manon Ouiassová                 | Libanon             | 1:02,81                       | 67.                           | nepostoupila do 2. kola       | nepostoupila do 2. kola       | nepostoupila do 2. kola       | nepostoupila do 2. kola       |
| —                                                                                   | 82  | Elise Pellegrinová              | Malta               | 1:03,23                       | 68.                           | nepostoupila do 2. kola       | nepostoupila do 2. kola       | nepostoupila do 2. kola       | nepostoupila do 2. kola       |
| —                                                                                   | 76  | Hanna Majtényiová               | Maďarsko            | 1:03,45                       | 69.                           | nepostoupila do 2. kola       | nepostoupila do 2. kola       | nepostoupila do 2. kola       | nepostoupila do 2. kola       |
| —                                                                                   | 80  | Lirika Devaová                  | Kosovo              | 1:03,63                       | 70.                           | nepostoupila do 2. kola       | nepostoupila do 2. kola       | nepostoupila do 2. kola       | nepostoupila do 2. kola       |
| —                                                                                   | 86  | Maria Nikoleta Kaltsogianniová  | Řecko               | 1:03,87                       | 71.                           | nepostoupila do 2. kola       | nepostoupila do 2. kola       | nepostoupila do 2. kola       | nepostoupila do 2. kola       |
| —                                                                                   | 95  | Ioana Corlățeanuová             | Rumunsko            | 1:04,53                       | 72.                           | nepostoupila do 2. kola       | nepostoupila do 2. kola       | nepostoupila do 2. kola       | nepostoupila do 2. kola       |
| —                                                                                   | 89  | Samanta Līcīteová               | Lotyšsko            | 1:04,87                       | 73.                           | nepostoupila do 2. kola       | nepostoupila do 2. kola       | nepostoupila do 2. kola       | nepostoupila do 2. kola       |
| —                                                                                   | 83  | Tess Arbezová                   | Irsko               | 1:04,92                       | 74.                           | nepostoupila do 2. kola       | nepostoupila do 2. kola       | nepostoupila do 2. kola       | nepostoupila do 2. kola       |
| —                                                                                   | 90  | Diana Andreea Renţeová          | Rumunsko            | 1:05,30                       | 75.                           | nepostoupila do 2. kola       | nepostoupila do 2. kola       | nepostoupila do 2. kola       | nepostoupila do 2. kola       |
| —                                                                                   | 87  | Tīna Namsoneová                 | Lotyšsko            | 1:05,59                       | 76.                           | nepostoupila do 2. kola       | nepostoupila do 2. kola       | nepostoupila do 2. kola       | nepostoupila do 2. kola       |
| —                                                                                   | 81  | Nikolina Dragoljevićová         | Bosna a Hercegovina | 1:07,47                       | 77.                           | nepostoupila do 2. kola       | nepostoupila do 2. kola       | nepostoupila do 2. kola       | nepostoupila do 2. kola       |
| —                                                                                   | 101 | Čang Ting-jüe                   | Čína                | 1:08,58                       | 78.                           | nepostoupila do 2. kola       | nepostoupila do 2. kola       | nepostoupila do 2. kola       | nepostoupila do 2. kola       |
| —                                                                                   | 88  | Ariana Haben Ribeirová          | Portugalsko         | 1:08,80                       | 79.                           | nepostoupila do 2. kola       | nepostoupila do 2. kola       | nepostoupila do 2. kola       | nepostoupila do 2. kola       |
| —                                                                                   | 98  | Lee Wen-yi                      | Čínská Tchaj-pej    | 1:09,76                       | 80.                           | nepostoupila do 2. kola       | nepostoupila do 2. kola       | nepostoupila do 2. kola       | nepostoupila do 2. kola       |
| —                                                                                   | 110 | Pchan Jü                        | Čína                | 1:10,64                       | 81.                           | nepostoupila do 2. kola       | nepostoupila do 2. kola       | nepostoupila do 2. kola       | nepostoupila do 2. kola       |
| —                                                                                   | 122 | Enxhi Sefajová                  | Kosovo              | 1:10,70                       | 82.                           | nepostoupila do 2. kola       | nepostoupila do 2. kola       | nepostoupila do 2. kola       | nepostoupila do 2. kola       |
| —                                                                                   | 96  | Marjam Kiašemšakiová            | Írán                | 1:11,02                       | 83.                           | nepostoupila do 2. kola       | nepostoupila do 2. kola       | nepostoupila do 2. kola       | nepostoupila do 2. kola       |
| —                                                                                   | 99  | Carlie Maria Iskandarová        | Libanon             | 1:11,25                       | 84.                           | nepostoupila do 2. kola       | nepostoupila do 2. kola       | nepostoupila do 2. kola       | nepostoupila do 2. kola       |
| —                                                                                   | 107 | Luo Ming-siou                   | Čína                | 1:11,61                       | 85.                           | nepostoupila do 2. kola       | nepostoupila do 2. kola       | nepostoupila do 2. kola       | nepostoupila do 2. kola       |
| —                                                                                   | 97  | Marjan Kalhorová                | Írán                | 1:12,30                       | 86.                           | nepostoupila do 2. kola       | nepostoupila do 2. kola       | nepostoupila do 2. kola       | nepostoupila do 2. kola       |
| —                                                                                   | 118 | Ma Jung-čchi                    | Čína                | 1:12,50                       | 87.                           | nepostoupila do 2. kola       | nepostoupila do 2. kola       | nepostoupila do 2. kola       | nepostoupila do 2. kola       |
| —                                                                                   | 78  | Ornella Oettl Reyesová          | Peru                | 1:12,72                       | 88.                           | nepostoupila do 2. kola       | nepostoupila do 2. kola       | nepostoupila do 2. kola       | nepostoupila do 2. kola       |
| —                                                                                   | 112 | Valerija Kovalevová             | Uzbekistán          | 1:13,50                       | 89.                           | nepostoupila do 2. kola       | nepostoupila do 2. kola       | nepostoupila do 2. kola       | nepostoupila do 2. kola       |
| —                                                                                   | 109 | Sara Zeidanová                  | Libanon             | 1:15,26                       | 90.                           | nepostoupila do 2. kola       | nepostoupila do 2. kola       | nepostoupila do 2. kola       | nepostoupila do 2. kola       |
| —                                                                                   | 102 | Zahra Alizadehová               | Írán                | 1:15,53                       | 91.                           | nepostoupila do 2. kola       | nepostoupila do 2. kola       | nepostoupila do 2. kola       | nepostoupila do 2. kola       |
| —                                                                                   | 116 | Arba Pupovciová                 | Kosovo              | 1:16,14                       | 92.                           | nepostoupila do 2. kola       | nepostoupila do 2. kola       | nepostoupila do 2. kola       | nepostoupila do 2. kola       |
| —                                                                                   | 114 | Chloe Amelia Elsa Cornu-Wongová | Hongkong            | 1:16,99                       | 93.                           | nepostoupila do 2. kola       | nepostoupila do 2. kola       | nepostoupila do 2. kola       | nepostoupila do 2. kola       |
| —                                                                                   | 100 | Sadaf Saveh-Šemšakiová          | Írán                | 1:17,43                       | 94.                           | nepostoupila do 2. kola       | nepostoupila do 2. kola       | nepostoupila do 2. kola       | nepostoupila do 2. kola       |
| —                                                                                   | 120 | Chiara Di Camillová             | Albánie             | 1:20,58                       | 95.                           | nepostoupila do 2. kola       | nepostoupila do 2. kola       | nepostoupila do 2. kola       | nepostoupila do 2. kola       |
| —                                                                                   | 108 | Sandhya Sandhyová               | Indie               | 1:21,83                       | 96.                           | nepostoupila do 2. kola       | nepostoupila do 2. kola       | nepostoupila do 2. kola       | nepostoupila do 2. kola       |
| —                                                                                   | 113 | Nicole Samahová                 | Libanon             | 1:21,92                       | 97.                           | nepostoupila do 2. kola       | nepostoupila do 2. kola       | nepostoupila do 2. kola       | nepostoupila do 2. kola       |
| —                                                                                   | 106 | Aančal Thakurová                | Indie               | 1:22,55                       | 98.                           | nepostoupila do 2. kola       | nepostoupila do 2. kola       | nepostoupila do 2. kola       | nepostoupila do 2. kola       |
| —                                                                                   | 121 | Celine Martiová                 | Haiti               | 1:35,19                       | 99.                           | nepostoupila do 2. kola       | nepostoupila do 2. kola       | nepostoupila do 2. kola       | nepostoupila do 2. kola       |
| —                                                                                   | 39  | Alexandra Tilleyová             | Spojené království  | nedojela do cíle 1. kola      | nedojela do cíle 1. kola      | nedojela do cíle 1. kola      | nedojela do cíle 1. kola      | nedojela do cíle 1. kola      | nedojela do cíle 1. kola      |
| —                                                                                   | 41  | Nina O'Brienová                 | USA                 | nedojela do cíle 1. kola      | nedojela do cíle 1. kola      | nedojela do cíle 1. kola      | nedojela do cíle 1. kola      | nedojela do cíle 1. kola      | nedojela do cíle 1. kola      |
| —                                                                                   | 45  | Zita Tóthová                    | Maďarsko            | nedojela do cíle 1. kola      | nedojela do cíle 1. kola      | nedojela do cíle 1. kola      | nedojela do cíle 1. kola      | nedojela do cíle 1. kola      | nedojela do cíle 1. kola      |
| —                                                                                   | 51  | Erika Pykäläinenová             | Finsko              | nedojela do cíle 1. kola      | nedojela do cíle 1. kola      | nedojela do cíle 1. kola      | nedojela do cíle 1. kola      | nedojela do cíle 1. kola      | nedojela do cíle 1. kola      |
| —                                                                                   | 57  | Celine Sommerová                | Česko               | nedojela do cíle 1. kola      | nedojela do cíle 1. kola      | nedojela do cíle 1. kola      | nedojela do cíle 1. kola      | nedojela do cíle 1. kola      | nedojela do cíle 1. kola      |
| —                                                                                   | 66  | Julija Makovecká                | Ukrajina            | nedojela do cíle 1. kola      | nedojela do cíle 1. kola      | nedojela do cíle 1. kola      | nedojela do cíle 1. kola      | nedojela do cíle 1. kola      | nedojela do cíle 1. kola      |
| —                                                                                   | 70  | Ida Sofie Bunsov Brønsová       | Dánsko              | nedojela do cíle 1. kola      | nedojela do cíle 1. kola      | nedojela do cíle 1. kola      | nedojela do cíle 1. kola      | nedojela do cíle 1. kola      | nedojela do cíle 1. kola      |
| —                                                                                   | 71  | Maria-Eleni Tsiovolouová        | Řecko               | nedojela do cíle 1. kola      | nedojela do cíle 1. kola      | nedojela do cíle 1. kola      | nedojela do cíle 1. kola      | nedojela do cíle 1. kola      | nedojela do cíle 1. kola      |
| —                                                                                   | 75  | Joyce ten Raová                 | Lucembursko         | nedojela do cíle 1. kola      | nedojela do cíle 1. kola      | nedojela do cíle 1. kola      | nedojela do cíle 1. kola      | nedojela do cíle 1. kola      | nedojela do cíle 1. kola      |
| —                                                                                   | 77  | Jana Atanasovská                | Severní Makedonie   | nedojela do cíle 1. kola      | nedojela do cíle 1. kola      | nedojela do cíle 1. kola      | nedojela do cíle 1. kola      | nedojela do cíle 1. kola      | nedojela do cíle 1. kola      |
| —                                                                                   | 84  | Maja Tadićová                   | Bosna a Hercegovina | nedojela do cíle 1. kola      | nedojela do cíle 1. kola      | nedojela do cíle 1. kola      | nedojela do cíle 1. kola      | nedojela do cíle 1. kola      | nedojela do cíle 1. kola      |
| —                                                                                   | 91  | Iva Nikolićová                  | Srbsko              | nedojela do cíle 1. kola      | nedojela do cíle 1. kola      | nedojela do cíle 1. kola      | nedojela do cíle 1. kola      | nedojela do cíle 1. kola      | nedojela do cíle 1. kola      |
| —                                                                                   | 92  | Gabija Šinkūnaitė               | Litva               | nedojela do cíle 1. kola      | nedojela do cíle 1. kola      | nedojela do cíle 1. kola      | nedojela do cíle 1. kola      | nedojela do cíle 1. kola      | nedojela do cíle 1. kola      |
| —                                                                                   | 93  | Kiana Kryezuová                 | Kosovo              | nedojela do cíle 1. kola      | nedojela do cíle 1. kola      | nedojela do cíle 1. kola      | nedojela do cíle 1. kola      | nedojela do cíle 1. kola      | nedojela do cíle 1. kola      |
| —                                                                                   | 94  | Teodora Filipovićová            | Bosna a Hercegovina | nedojela do cíle 1. kola      | nedojela do cíle 1. kola      | nedojela do cíle 1. kola      | nedojela do cíle 1. kola      | nedojela do cíle 1. kola      | nedojela do cíle 1. kola      |
| —                                                                                   | 103 | Thaleia Armeniová               | Kypr                | nedojela do cíle 1. kola      | nedojela do cíle 1. kola      | nedojela do cíle 1. kola      | nedojela do cíle 1. kola      | nedojela do cíle 1. kola      | nedojela do cíle 1. kola      |
| —                                                                                   | 104 | Maria Aikaterina Papastathiová  | Řecko               | nedojela do cíle 1. kola      | nedojela do cíle 1. kola      | nedojela do cíle 1. kola      | nedojela do cíle 1. kola      | nedojela do cíle 1. kola      | nedojela do cíle 1. kola      |
| —                                                                                   | 105 | Evridiki Dimitrofová            | Řecko               | nedojela do cíle 1. kola      | nedojela do cíle 1. kola      | nedojela do cíle 1. kola      | nedojela do cíle 1. kola      | nedojela do cíle 1. kola      | nedojela do cíle 1. kola      |
| —                                                                                   | 111 | Rano Imonkulovová               | Uzbekistán          | nedojela do cíle 1. kola      | nedojela do cíle 1. kola      | nedojela do cíle 1. kola      | nedojela do cíle 1. kola      | nedojela do cíle 1. kola      | nedojela do cíle 1. kola      |
| —                                                                                   | 115 | Olga Paljutkinová               | Kyrgyzstán          | nedojela do cíle 1. kola      | nedojela do cíle 1. kola      | nedojela do cíle 1. kola      | nedojela do cíle 1. kola      | nedojela do cíle 1. kola      | nedojela do cíle 1. kola      |
| —                                                                                   | 119 | Albina Ivanovová                | Kyrgyzstán          | nedojela do cíle 1. kola      | nedojela do cíle 1. kola      | nedojela do cíle 1. kola      | nedojela do cíle 1. kola      | nedojela do cíle 1. kola      | nedojela do cíle 1. kola      |
| —                                                                                   | 65  | Nino Ciklauriová                | Gruzie              | nenastoupila na start 1. kola | nenastoupila na start 1. kola | nenastoupila na start 1. kola | nenastoupila na start 1. kola | nenastoupila na start 1. kola | nenastoupila na start 1. kola |
| —                                                                                   | 117 | Ester Baková                    | Albánie             | nenastoupila na start 1. kola | nenastoupila na start 1. kola | nenastoupila na start 1. kola | nenastoupila na start 1. kola | nenastoupila na start 1. kola | nenastoupila na start 1. kola |
| První kolo odstartovalo v 10.00 hodin a druhé kolo navázalo od 13.30 hodin (UTC+1). |     |                                 |                     |                               |                               |                               |                               |                               |                               |